# Wapen van Borne
Het wapen van Borne werd op 1 november 1898 aangenomen door de Overijsselse gemeente Borne. De kroon op het wapen werd er echter officieel op 28 mei 1957 geplaatst. 
Van den Bergh noemt in 1878 een zegel uit 1456, waarop een gedekte hangtoren te zien is, gehouden door 2 leeuwen met als randschrift: Sigillum scabinorum de Borne.

## Blazoen
De beschrijving van het wapen van Borne luidt in 1898 als volgt:
In azuur een bijenkorf van goud, vergezeld van 3 bijen van goud met uitgespreide vleugels, geplaatst 2 boven en 1 onder. 
Het schild is blauw van kleur met daarop een bijenkorf, omgeven door drie bijen. Waarschijnlijk symboliseert dit de belangrijke bijenteelt in Borne.
Op 28 mei 1957 kreeg de gemeente het nieuwe wapen en daarmee de volgende beschrijving:
In azuur een bijenkorf van goud, vergezeld van 3 bijen van goud met uitgespreide vleugels, geplaatst 2 boven en 1 onder. Het schild gedekt met een gouden kroon van 3 bladeren en 2 paarlen.
Het nieuwe wapen is gelijk aan het oude wapen, nu wordt het schild echter bekroond met een gouden kroon.
Almelo · Borne · Dalfsen · Deventer · Dinkelland · Enschede · Haaksbergen · Hardenberg · Hellendoorn · Hengelo · Hof van Twente · Kampen · Losser · Oldenzaal · Olst-Wijhe · Ommen · Raalte · Rijssen-Holten · Staphorst · Steenwijkerland · Tubbergen · Twenterand · Wierden · Zwartewaterland · Zwolle